# Jocelyn Ahouéya
Jocelyn Ahouéya (Abomey, Benín, 19 de diciembre de 1985) es un futbolista beninés, se desempeña como centrocampista defensivo y actualmente juega en el AS Beauvais de la Championnat National francés.

## Clubes
| Club           | País    | Año         | Partidos | Goles |
| Mogas 90 FC    | Benín   | 2002 - 2004 | 0        | 0     |
| FC Sion        | Suiza   | 2004 - 2010 | 100      | 2     |
| RC Estrasburgo | Francia | 2010 - 2011 | 24       | 1     |
| AS Beauvais    | Francia | 2011 -      | 4        | 0     |

- Datos: Q867391